# 日本愛玩動物協会
公益社団法人日本愛玩動物協会（こうえきしゃだんほうじん にほんあいがんどうぶつきょうかい）は、日本の公益社団法人。略称は「愛動協」。日本の「動物愛護4団体」の一つである。

## 本部所在地
- 〒160-0016 東京都新宿区信濃町8-1

## 沿革
1974年（昭和49年）に「動物の保護及び管理に関する法律」（現在の「動物の愛護及び管理に関する法律」）が施行されたことがきっかけで、5年後の1979年（昭和54年）5月21日に設立された。
2020年現在、日本全国で計31の認定連携団体がある。

## 活動内容
動物の愛護及び管理に関する法律の普及活動（例：動物愛護週間）、愛玩動物飼養管理士の養成などがある。
動物ID普及推進会議（AIPO）に参加している。
一般の有料会員も募っており、機関誌『愛玩動物』（奇数月刊）が配布される。